# Sologne Olympique Romorantin
El Sologne Olympique Romorantin, antes conocido como  Stade olympique romorantin, es un club de fútbol francés de la ciudad de Romorantin-Lanthenay. Fue fundado en 1930 y juega en el Championnat National 3, quinta categoría del fútbol francés.
Juega de local en el Stade Jules Ladoumègue, que tiene una capacidad de 8.033 espectadores. 
Fue renombrado Sologne Olympique Romorantin en el 2015.